# Ilha de Sheppey
A ilha de Sheppey  (em inglês:  Isle of Sheppey) é uma pequena ilha da Inglaterra, localizada na costa nordeste de Kent, no estuário do rio Tâmisa, a 74 km a leste de Londres. Tem área de 93 km² e é composta por argila de Londres. A ilha é bastante plana e o seu ponto mais alto está a 76 metros de altitude. O estreito entre a Grã-Bretanha e Sheppey denomina-se "Swale". Está ligada por pontes à Grã-Bretanha.
Tinha 40300 habitantes em 2011. Sheerness, no noroeste, é a única vila de Sheppey e tem 11654 habitantes. Os outros assentamentos são Minster, Queenborough, Elmley, Eastchurch e Leysdown on Sea. Sheppey, contava em 2001 37852 habitantes. Desde 1967 a ilha está irmanada com Brielle, uma vila neerlandesa na província da Holanda Meridional. Devido ao Ataque de Medway pela armada dos Países Baixos em 10 de junho de 1667, Sheppey é a única parte do Reino Unido que foi ocupada por um país estrangeiro desde a Conquista Normanda em 1066.
Edward Jacob, um naturalista inglês, comprou terrenos na ilha em 1752 para os seus estudos. Em 1777 publicou um livro dizendo que aí tinha encontrara restos de um elefante. Sheppey é o lugar mais a norte onde há escorpiões. O Euscorpius flavicaudis foi introduzido por acidente durante a década de 1860 e adaptaram-se ao frio.
Em 21 de setembro de 2008, o mayor de Londres Boris Johnson disse que crê que uma pista de aviação em Sheppey poderia resolver a congestão do Aeroporto de Heathrow em Londres. Foi criticado pela Real Sociedade para a Proteção das Aves, porque a ilha recebe milhares de aves migratórias.